# Fra odio e amore
Fra odio e amore (This Is the Sea) è un film irlandese del 1997, scritto e diretto da Mary McGuckian, con protagonisti Samantha Morton, Ross McDade, Richard Harris e Gabriel Byrne. Il titolo originale è un omaggio all'omonimo album dei Waterboys.

## Trama
Hazel Stokes e Malachy McAliskey sono due giovani fidanzati nordirlandesi, Stokes è protestante e McAliskey è cattolico. La loro relazione è complicata da Jef, fratello di lei che è una spia e dai tentativi di Rohan, di reclutare Malachy nel movimento repubblicano.